# Insert EP
Insert EP – pierwszy minialbum polskiego duetu hip-hopowego Łona i Webber, wydany 20 czerwca 2008 nakładem wytwórni Asfalt Records.
Do utworu „Insert" został zrealizowany teledysk. Utwór „Świat jest pełen filozofów opowiada o częstochowskiej Alei Frytkowej (ul. Józefa Piłsudskiego).

## Lista utworów
Opracowano na podstawie materiału źródłowego.
1. „Insert” – 3:01[A]
2. „Bumbox” – 3:44
3. „Świat jest pełen filozofów” (gościnnie: Smarki Smark) – 5:35
4. „Co to będzie?” (gościnnie: Paco) – 4:03
5. „Nic tu po nas (pamięci Jacka Kaczmarskiego)” – 3:49
6. „Nie zostało nic” – 2:52[B]

Notatki
- A^ W utworze wykorzystano sample z piosenki „We're All Alone” w wykonaniu Boba Jamesa[5].
- B^ W utworze wykorzystano sample z piosenki „Za wielką bramą” w wykonaniu Jerzego Grunwalda[5].

## Twórcy
Opracowano na podstawie materiału źródłowego.
- Adam „Łona” Zieliński – wokal, teksty
- Andrzej „Webber” Mikosz – produkcja, miksowanie, inżynieria dźwięku
- Mikołaj „Noon” Bugajak – mastering
- „Kokolino” – gitara basowa (4)
- „Piszczywapel Palimózg” – gitara basowa
- Daniel „Panas” Popiałkiewicz – gitara (1, 3)
- Konrad „Paco” Łagowski – wokal (4), tekst (4)
- Jerzy „Smarki Smark” Buczkowski – wokal (3), tekst (3)
- Grzegorz „DJ Twister” Czerkasow – skrecze (5)
- Patrick Slovinsky – oprawa graficzna